# Tadeusz Banatxiewicz
Tadeusz Banatxiewicz (polonès: Tadeusz Banachiewicz)  (Varsòvia, 13 de febrer de 1882 - Cracòvia, 17 de novembre de 1954) va ser un astrònom i matemàtic polonès.

## Vida i Obra
Els seus pares eren propietaris d'una finca a Cychry (uns 50 km al sud de Varsòvia) on ell va passar la seva infància. Va fer els estudis secundaris al Cinquè Institut de Varsòvia i el 1900 va ingressar en la universitat d'aquesta ciutat, que en aquell moment estava sota domini de l'Imperi Rus. A la família sempre hi va haver un fort sentiment nacionalista polonès, tant és així que el seu germà gran, Ignacy, va morir el 1940 al camp de concentració de Dachau.
Banatxiewicz es va graduar el 1904 dirigit per l'astrònom rus Aleksandr Krasnov i fascinat per l'observació astronòmica: va substituir el conegut proverbi cartesià de Cogito ergo sum per Observo ergo sum. L'any següent podia iniciar la recerca a la universitat, però la inestabilitat política del règim tsarista arrel de la revolució de 1905 va fer-ho impossible per la clausura de la universitat de Varsòvia. Així doncs, el 1906 va anar a la universitat de Göttingen per ampliar estudis amb Karl Schwarzschild.
Els anys 1907 i 1908 va estar a l'observatori de Pulkovo, en el qual va tenir ocasió d'aprendre de l'astrònom suec Oskar Backlund. En reobrir la universitat de Varsòvia el 1909, va tenir una plaça eventual, però no va aconseguir un nomenament definitiu (el seu mestre, Krasnov, havia mort el 1907) i es va dedicar a estudiar per passar els exàmens estatals de docència; els va passar amb èxit el 1909 a Varsòvia i el 1910 a Moscou. A partir de 1910 va ser professor de la universitat de Kazan i astrònom assistent de l'observatori astronòmic Enguelgardt d'aquesta universitat. El 1915 va passar a la universitat de Tartu en la qual va obtenir places d'astrònom i professor titular el 1918, només 66 dies abans que la ciutat fos ocupada pes alemanys i germanitzada. La universitat russa es va traslladar a Vorónej, però ell va retornar a la seva terra i ja no es va incorporar a la nova universitat.
Després de donar classes de geodesia durant uns mesos a la Universitat Tecnològica de Varsòvia, va anar a Cracòvia per ser professor d'astronomia de la universitat Jagellònica i director del seu laboratori astronòmic. Banatxiewicz ja no va deixar aquests càrrecs fins a la seva mort el 1954. A Cracòvia va renovar totalment l'observatori urbà de la universitat i, finalment, en va construir un de nou a la muntanya de Lubomir (uns 40 km al sud), inaugurat el 1922 i que avui porta el seu nom. El 1925 va fundar la revista Acta Astronomica de la qual ve ser editor durant molts anys. També va dirigir la majoria de las publicacions astronòmiques de la universitat.
El 1939, juntament amb la majoria de professors universitaris de Cracòvia, va ser víctima de la Sonderaktion Krakau que el va portar a estar empresonat al camp de concentració de Sachsenhausen durant més de tres mesos.
Banatxiewicz és recordat per la introducció dels cracovians, un mètode de càlcul matricial per a la resolució d'equacions lineals, molt útil en problemes de geodèsia i astronomia. També és l'autor de la fórmula d'inversió dels complements de Schur.